# Термагант
Термагант (мегера) — так у середньовічній європейській літературі (наприклад, «Пісня про Роланда» і «Кентерберійські оповідання») іменувалося верховне божество мусульман. Уявлення про сутність ісламу в Європі були настільки спотворені, що сарацинів представляли ідолопоклонниками, серед ідолів яких більше за інших шанувалися жорстокі Мухаммед і Термагант. У середньовічних містеріях Термагант зображувався сварливим старим у довгому халаті і східному тюрбані.
Точне походження цього слова невідомо, але найімовірніше ніяк не пов'язане з реальним ісламом.